# Sargus seychellensis
Sargus seychellensis är en tvåvingeart som beskrevs av Kertesz 1972. Sargus seychellensis ingår i släktet Sargus och familjen vapenflugor.
Artens utbredningsområde är Seychellerna. Inga underarter finns listade i Catalogue of Life.